# Energia eòlica marina
L'energia eòlica marina és, de la mateixa manera que l'eòlica terrestre, una aplicació de la força produïda pel vent per generar energia elèctrica. La diferència respecte a l'obtinguda en terra rau en el fet que els aerogeneradors s'instal·len en superfícies aquàtiques, tant en zones marines com terra endins (com per exemple llacs o fiords).
Els parcs eòlics marins aprofiten el fet que la velocitat del vent és més alta en el mar que sobre la superfície terrestre. El seu cost d'instal·lació i manteniment és també superior, fet que es compensa en part amb una major vida útil que les solucions terrestres. A més a més, els costos de les cimentacions i ancoratges han disminuït de forma espectacular als últims anys, amb el que el preu del mega watt (MW) de potència instal·lada s'està igualant a altres energies renovables.
L'energia eòlica marina té, segons els experts, un prometedor futur, sobretot a països amb una alta densitat de població que redueix les possibilitats de trobar un lloc apropiat a terra per instal·lar-hi els aerogeneradors. En l'actualitat els parcs offshore, se situen en aigües poc profundes, allunyats de les rutes marines comercials, dels emplaçaments militars i dels espais d'interès natural. La distància a la costa ha de ser de com a mínim de 2 quilòmetres per tal d'aprofitar millor el vent. La possibilitat d'implementar generadors en aigües més profundes (per exemple amb turbines flotants) està actualment en desenvolupament.

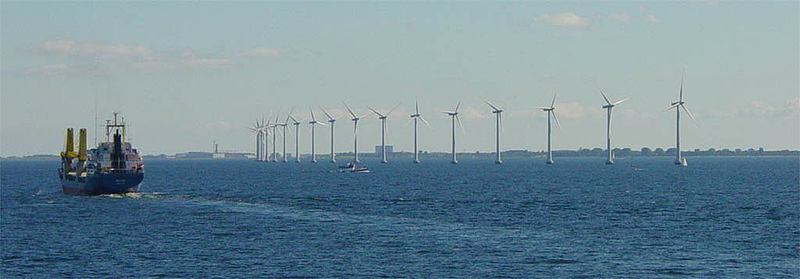
Parc eòlic marí prop de Copenhaguen

El país on es va iniciar l'energia eòlica marina va ser a Dinamarca. A gener de 2020, el Hornsea 1 del Regne Unit és el parc eòlic marí més gran del món amb 1.218 MW.
Aquesta mena d'obtenció d'energia compta a més amb el beneplàcit d'organitzacions ecologistes com Greenpeace, ja que consideren molt important el seu caràcter renovable i la seva mínima incidència sobre l'ecosistema, la població i el paisatge.

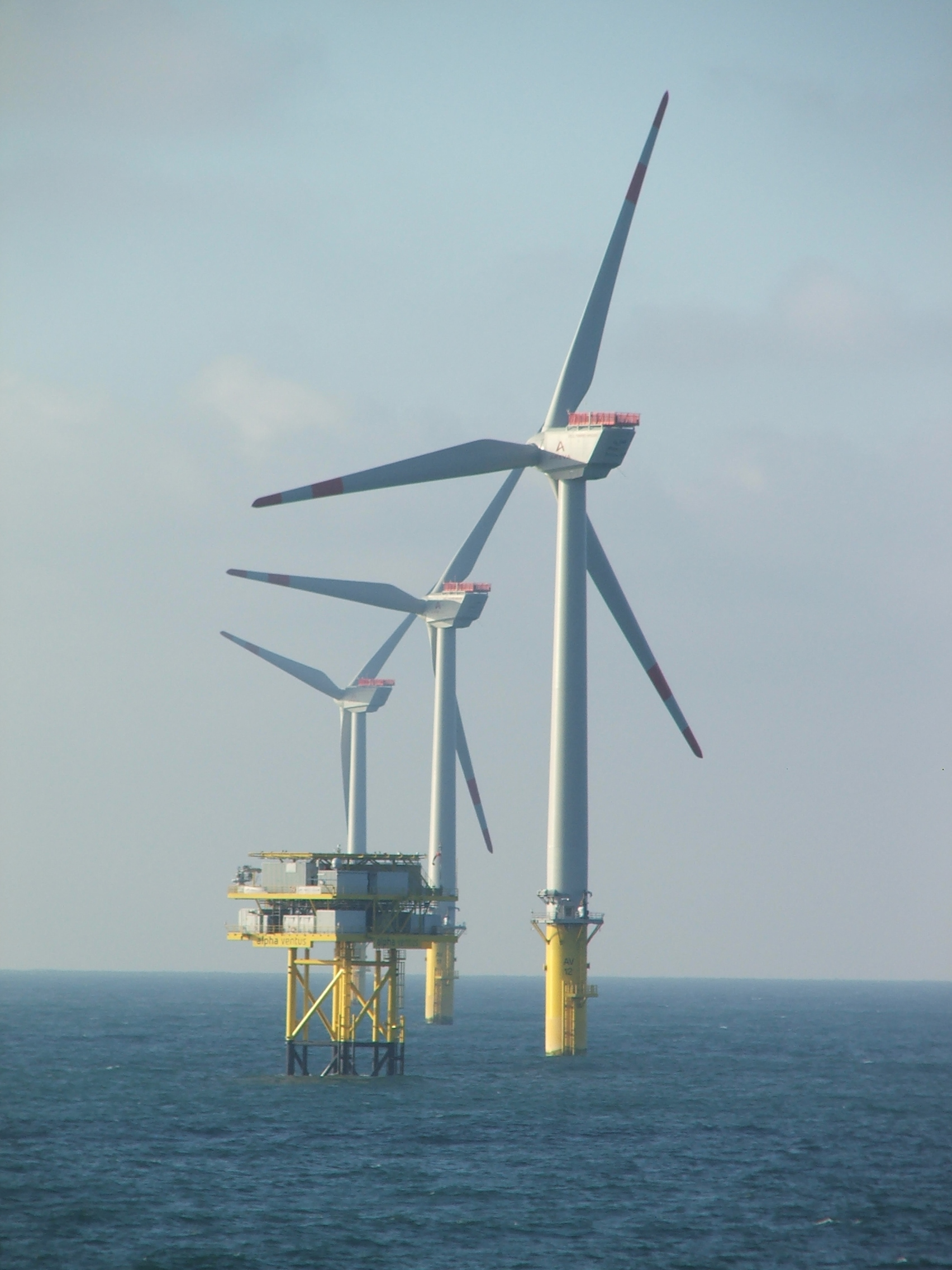
Turbines i subestació elèctrica al mar del Nord

## Avantatges de l'energia eòlica marina
- L'energia eòlica no contamina, és inesgotable i frena l'esgotament de combustibles fòssils, col·laborant a evitar el canvi climàtic.

- És una de les fonts energètiques més econòmiques, pot competir en rendibilitat amb les centrals tèrmiques de carbó, les centrals de combustibles i fins i tot amb les centrals nuclears, si es consideren els costos de reparar els danys mediambientals.

- Generar energia elèctrica sense que existeixi un procés de combustió o una etapa de transformació tèrmica suposa, des del punt de vista mediambiental, un procediment totalment net i que no genera contaminació.

- Se suprimeixen radicalment els impactes originats pels combustibles durant la seva extracció, transformació, transport i combustió, el que beneficia a l'atmosfera, al sòl, a l'aigua, a la fauna, a la vegetació, etc.

- L'energia eòlica evita la contaminació que comporta el transport dels combustibles, redueix l'intens tràfic marítim i terrestre proper a les centrals i, suprimeix els riscos d'accidents durant els transports.

- La generació d'electricitat a partir del vent no produeix gasos tòxics, ni contribueix a l'efecte hivernacle, ni destrueix la capa d'ozó. Tampoc origina productes secundaris perillosos ni residus contaminants.

- Al mar, el vent es troba amb una superfície de rugositat variable, les onades, i sense obstacles com illes, illots, etc., el que implica que la velocitat del vent no experimenta grans canvis. Així doncs, poden instal·lar-se torres més baixes que a la superfície terrestre. A més a més, el vent és, generalment, menys turbulent que a la terra, amb el que s'amplia el període de treball útil d'un aerogenerador.[2]
- Independència energètica de tercers: un cop s'ha negociat el preu de compra i instal·lació del parc eòlic, es pot operar sense necessitat de dependre de proveïdors concrets de matèries primeres.

## Desavantatges de l'energia eòlica marina
- El vent en ser un fluid de baix pes específic, implica fabricar màquines grans i en conseqüència cares. L'alçada ha de ser de més de 30 metres.
- Des del punt de vista estètic, l'energia eòlica marina produeix un impacte visual inevitable.
- Dificultat de transport i manteniment de les instal·lacions.
- Alt nivell de corrosió per culpa del medi salí.
- El "know-how" o coneixement tecnològic per al desenvolupament a gran escala d'aquesta forma d'energia. Deuen superar-se reptes tecnològics específics com la construcció de fonaments en aigües més profundes.
- Els projectes requereixen una gran inversió inicial.
- Conflictes amb la indústria pesquera: en la majoria de regulacions nacionals, els parcs eòlics són declarats com a zones no navegables (prohibit l'accés a vaixells que no estiguin relacionats directament amb tasques d'operació o manteniment del parc eòlic) o no operables (un vaixell els pot creuar però no pescar-hi). Aquests zones d'exclusió dificulten la maniobrabilitat dels vaixells pesquers que no poden creuar-les i redueixen les àrees efectives de pesca (augmentant la competència). A més a més, les zones de poca fondària són generalment les més idònies per instal·lació de parcs eòlics; aquestes zones són també hàbitats de reproducció i creixement de moltes espècies comercials de peixos que podrien veure's impactades pel parc (més informació).

## Generadors eòlics marins
La maquinària utilitzada en els generadors marins és la mateixa que pels generadors clàssics. L'única diferència significativa que existeix és la mida de les turbines, ja que per una instal·lació marina la cimentació i el cablejat és molt car per tant és més rendible instal·lar turbines de grans potències.

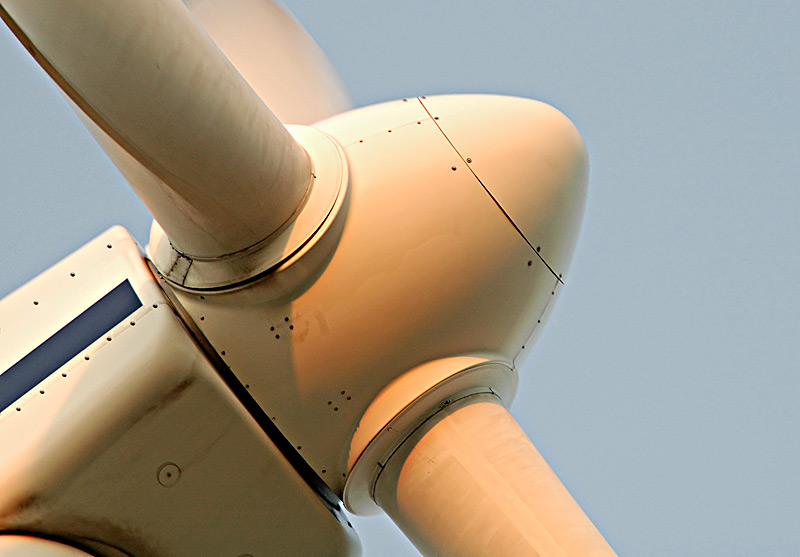
Aerogenerador eòlic

Les parts que formen el generador eòlic són:
- Rotor
- Caixa d'engranatges
- Generadors elèctrics
- Sistemes de regulació de potència i velocitat
- Sistemes d'orientació
- Sistemes de connexió a xarxa
- Sistemes de seguretat
- Controladors electrònics locals
- Elements d'acoblament mecànic
- Xassís principal
- Torres

Les peces han de reforçar la resistència mecànica a causa de l'ambient corrosiu marí.
Com ja s'ha esmentat, la dificultat dels aerogeneradors resta en la cimentació i el cablejat submarins, ja que requereixen tècniques elaborades i força cares fins al moment. Aquests generadors de grans potències comencen a ser rendibles a profunditats d'uns 15 m.

## Economia

### Millora econòmica de l'energia eòlica marina
La principal raó per la qual l'energia eòlica marina resulta econòmica és que els costos de les cimentacions han minvat de manera espectacular. La inversió total que s'estima necessària per instal·lar 1 MW d'energia eòlica marina a Dinamarca és avui dia de al voltant d'1,6 milions d'euros.
No obstant això, donat que hi ha molt més vent a la mar que no pas a terra, s'arriba a un cost mitjà d'electricitat d'uns 0,048 €/kWh (taxa de descompte real del 5%, 20 anys de vida de projecte i 0,01 €/kWh de costos d'operació i manteniment).

### Justificació d'una vida de projecte més llarga
Sembla que les turbines en el mar tindran una vida tècnica més llarga, a causa del fet que la turbulència és més baixa. Si es considera una vida de projecte de 25 anys en lloc de 20, els costos es redueixen en un 9%, fins al voltant de 0,044 €/kWh. La sensibilitat dels costos a la vida de projecte ve representada al gràfic següent, que ha estat feta utilitzant el programa de càlcul de l'Associació Danesa de la indústria eòlica. Les companyies d'energia daneses semblen estar optimitzant els projectes amb vista a obtenir una vida de projecte de 50 anys.
Això pot veure's en el fet que planifiquen tenir una vida de projecte de 50 anys a les cimentacions, a les torres, a l'embolcall de la góndola i als eixos principals de les turbines.
Si es considera que les turbines tenen una vida de projecte de 50 anys i s'afegeix una revisió general (recondicionament) als 25 anys, que costi al voltant del 25% de la inversió inicial (aquesta xifra és un exemple purament numèric), s'obtindrà un cost de l'electricitat de 0,038 €/kWh, similar al de les localitzacions terrestres a Dinamarca.

### Costos d'operació i manteniment
La majoria de costos de manteniment són una quantitat anual fixa per al manteniment regular de les turbines, encara que alguns prefereixen utilitzar en els seus càlculs una quantitat fixa per kWh produït, normalment al voltant de 0,01 €/kWh. El raonament sobre el qual es dona suport a aquest mètode és que el desgast i el trencament en la turbina generalment augmenten amb l'augment de la producció.
Alguns components de l'aerogenerador estan més subjectes que altres al desgast i al trencament. Això és particularment cert per a les pales i per al multiplicador.
Els propietaris d'aerogeneradors que veuen que el final de la vida de disseny de la seva turbina està a prop, poden trobar avantatjós allargar la vida de la turbina fent una revisió general de la turbina, per exemple reemplaçant les pales del rotor.
El preu d'un joc nou de pales, un multiplicador o un generador sol ser de l'ordre de magnitud del 15-20% del preu de la turbina.

## El medi ambient

### Turbines i paisatge
Els aerogeneradors són sempre elements altament visibles als paisatges. Aquests se solen disposar a lo llarg de formes geomètriques simples; a lo llarg d'una línia recta és una bona solució. La pintura grisa fa que es confonguin realment bé amb el paisatge.
La mida de l'aerogenerador també condiciona el paisatge, ja que turbines més altes giren a menor velocitat i no contaminen tant el paisatge com ho fan les turbines petites de gran velocitat de gir.
Nombrosos estudis sobre la percepció dels aerogeneradors en el paisatge, revelen que la gent que conviu amb aquests està més a favor que les persones de ciutat.

### Balisament

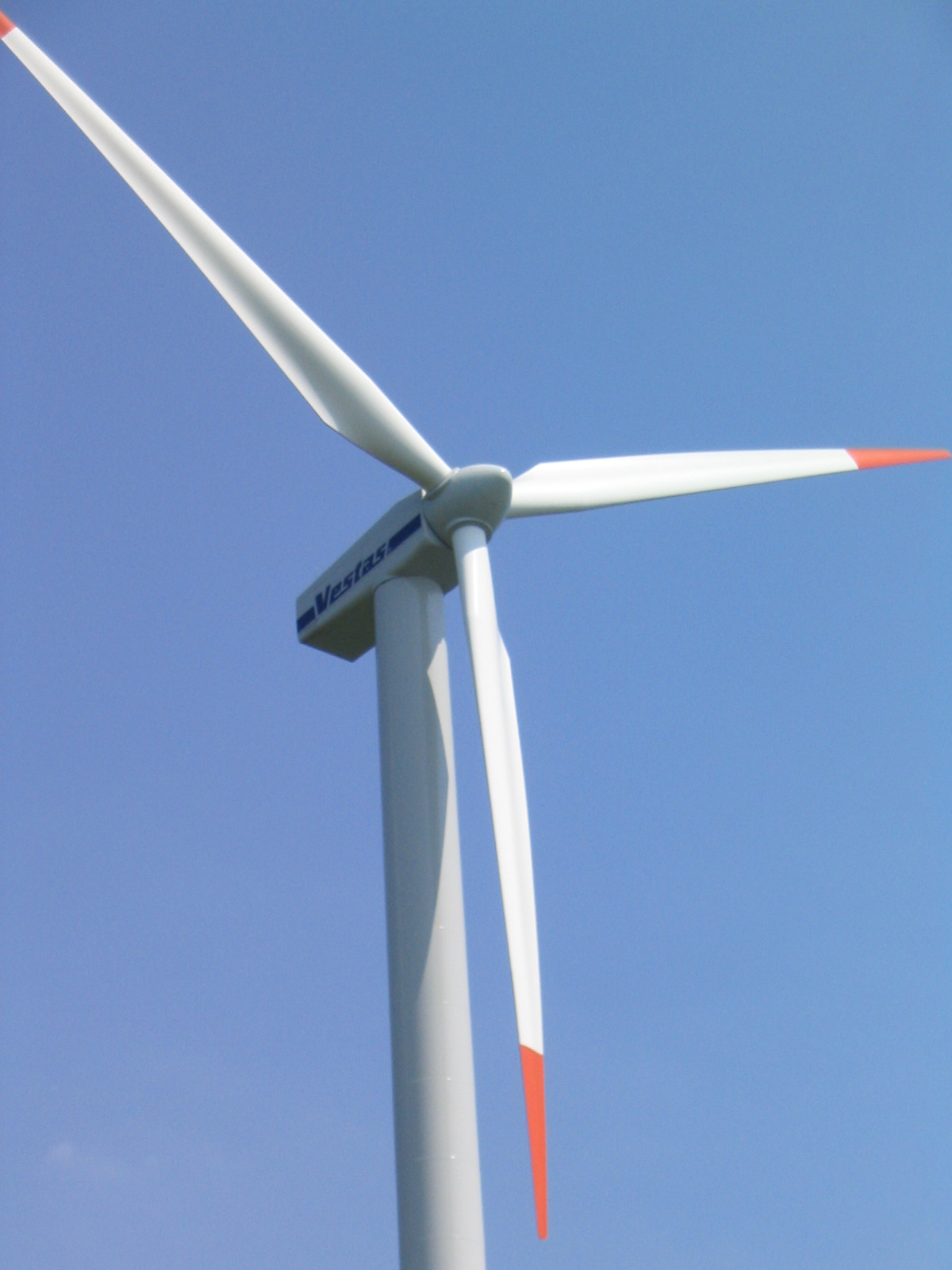
Turbina amb les pales balissades

La mida dels rotors dels aerogeneradors en l'actualitat ha crescut de forma considerable, com ha conseqüència els que excedeixen d'una altura de 100 m exigeixen balisament.
Les autoritats daneses són les que primer es van trobar amb aquest problema degut a la construcció de dos grans parcs d'aerogeneradors d'altures superiors a 100m, els enginyers van arribar a una solució que fos pràctica i agradable a la vista.
Aquest resultat s'aconsegueix gràcies a una visualització en 3D mitjançant uns softwares que tenen en compte el diferents tipus de parcs, intensitats lumíniques i colors. D'aquesta manera sempre seran visibles sota les diverses condicions climatològiques.

### Soroll en turbines
El soroll generat durant la producció d'electricitat és un problema secundari, ja que els nivells de contaminació acústica en aerogeneradors tendeixen a agrupar-se entorn dels mateixos valors gràcies a les millores significatives com el disseny de puntes de pala més silencioses.
Els aerogeneradors sempre estan instal·lats a més de 7 diàmetres de rotor d'alguna construcció habitada i, per tant, els sorolls no són apreciables. Cal mencionar que la distinció entre el soroll i el so és un fenomen psicològic: no és fàcil elaborar un model senzill que n'estableixi una distinció clara. Això apunta a que la percepció del soroll emès per un aerogenerador estaria més governada per l'actitud de la persona concreta cap a la font emissora que pel so en si mateix.

### Aus i aerogeneradors marins
Els aerogeneradors marins no tenen un efecte significatiu en les aus aquàtiques. Es va dur a terme un estudi al major parc eòlic marí a Dinamarca. Aquest estudi es va realitzar sobre la població d'aus marines de la zona i de mol·luscos marins. L'estudi va reafirmar que els aerogeneradors no afecten al medi marí.

## Investigació

### Dispositius de millora aerodinàmica
Un nombre creixent de tecnologies de la indústria aeronàutica està sent aplicada en el rotor dels aerogeneradors per millorar el seu funcionament, un exemple serien els generadors de remolí que es troben en la superfície de les ales dels avions.
Aquestes aletes creen un lleuger corrent d'aire turbulent en la superfície de les ales. Curiosament la creació d'aquestes turbulències evita que l'avió perdi sustentació. Les pales dels aerogeneradors són propenses a patir pèrdues de sustentació a prop de la base de la pala. Conseqüentment, en algunes de les pales dels aerogeneradors més noves es troben equipades amb generadors de remolí.

## Producció i desenvolupament
El país pioner d'aquest tipus de renovable és Dinamarca i encara es troba al cap de la carrera eòlica marina. No per casualitat, inicialment Dinamarca era la posseïdora dels parcs eòlics més extensos: fer ús d'aquest recurs és una alternativa vàlida per països relleu poc favorable o amb densitats urbanes molt elevades. El seu primer parc eòlic marítim estava format per onze molins i va ser construït al mar Bàltic el 1991. També a Dinamarca es va desplegar el primer parc marítim a gran escala, el Horns Rev 1, a una distància d'entre 14 i 20 kilòmetres de la costa danesa del Mar del Nord.
Des de llavors, la major part de parcs eòlics s'han anat concentrant al nord d'Europa, encapçalant la tendència el Regne Unit i Alemanya. A partir del 2019 la Xina va incrementar la seva aposta en aquest tipus d'energia, i des del 2021 que lidera la producció mundial d'energia eòlica.
| Pos. | Pais          | 2016   | 2017   | 2018   | 2019   | 2020   | 2021   | 2022   |
| ---- | ------------- | ------ | ------ | ------ | ------ | ------ | ------ | ------ |
| 1    | Xina          | 1,627  | 2,788  | 4,588  | 6,838  | 9,996  | 19,747 | 25,563 |
| 2    | Regne Unit    | 5,156  | 6,651  | 7,963  | 9,723  | 10,428 | 12,281 | 13,601 |
| 3    | Alemanya      | 4,108  | 5,411  | 6,380  | 7,493  | 7,689  | 7,701  | 8,043  |
| 4    | Països Baixos | 1,118  | 1,118  | 1,118  | 1,118  | 2,611  | 3,010  | 3,010  |
| 5    | Dinamarca     | 1,271  | 1,268  | 1,329  | 1,703  | 1,703  | 2,343  | 2,343  |
| 6    | Bèlgica       | 712    | 877    | 1,186  | 1,556  | 2,261  | 2,263  | 2,263  |
| 7    | França        | 0      | 2      | 2      | 2      | 2      | 2      | 482    |
| 8    | Vietnam       | 99     | 99     | 99     | 99     | 99     | 99     | 396    |
| 9    | Taiwan        | 0      | 8      | 8      | 128    | 128    | 237    | 237    |
| 10   | Japó          | 60     | 65     | 65     | 85     | 85     | 85     | 225    |
| 11   | Suècia        | 202    | 202    | 192    | 191    | 192    | 191    | 191    |
| 12   | Corea del Sud | 35     | 38     | 73     | 73     | 136    | 104    | 112    |
| 13   | Finlàndia     | 32     | 92     | 87     | 71     | 71     | 71     | 71     |
| 14   | Estats Units  | 30     | 30     | 30     | 30     | 42     | 42     | 42     |
| 15   | Itàlia        | 0      | 0      | 0      | 0      | 0      | 0      | 30     |
| =16  | Irlanda       | 25     | 25     | 25     | 25     | 25     | 25     | 25     |
| =16  | Portugal      | 0      | 0      | 0      | 0      | 25     | 25     | 25     |
| 18   | Noruega       | 2      | 2      | 2      | 2      | 2      | 6      | 8      |
| 19   | Espanya       | 5      | 5      | 5      | 5      | 5      | 5      | 5      |
|      | Total mundial | 14,482 | 18,658 | 23,140 | 29,142 | 35,500 | 48,176 | 57,609 |
|      | Increment     | -      | 28.8%  | 24.0%  | 25.9%  | 21.8%  | 35.7%  | 19.6%  |